# Іванов Віктор Андрійович
Віктор Андрійович Іванов (нар. 11 листопада 1910, м. Санкт-Петербург, Російська імперія — 13 серпня 2003, м. Запоріжжя, Україна) — заслужений машинобудівник УРСР, Герой Соціалістичної Праці (1970).

## Біографія
Закінчив Ленінградський інститут інженерів повітряного флоту. 1929 — токар Іжорського заводу, м. Колпіно Ленінградської області. З 1930 — токар Запорізького заводу № 29. Учасник німецько-радянської війни. 1946–1947 — учасник відродження Дніпрогесу. 1948–1958 — головний інженер Дніпрогесу, Запорізького кабельного заводу, військовий представник на підприємствах оборонного комплексу, заступник головного контролера заводу «Моторобудівник», директор Дніпровського механічного заводу (нині ЗАТ «Запоріжкран»). 1958–1962 — директор Запорізького трансформаторного заводу. 1962–1965 — заступник голови Запорізького (Придніпровського) раднаргоспу. 1965–1971 — директор, 1971–1978 — генеральний директор ВО «Запоріжтрансформатор». 1978–2003 — провідний інженер відділу головного зварювальника ВАТ «Запоріжтрансформатор».
Нагороджений двома орденами Леніна, нагороджений Золотою відзнакою ПНР. Почесний громадянин міста Запоріжжя (1978).